# Siège de Kut-el-Amara
Première Guerre mondiale
Batailles
Front du Moyen-Orient
- Afrique du Nord
- Caucase
- Perse
- Dardanelles
- Mésopotamie
- Sinaï et Palestine
- Arménie
- Ctésiphon (11-1915)
- Kut-el-Amara (12-1915)
- Romani (8-1916)
- Magdhaba (12-1916)
- Révolte arabe
- Rafa (1-1917)
- Bagdad (3-1917)
- 1re Gaza (3-1917)
- 2e Gaza (4-1917)
- Aqaba (7-1917)
- Beer-Sheva (10-1917)
- 3e Gaza (11-1917)
- Jérusalem (12-1917)
- Megiddo (9-1918)
- Damas (9-1918)
- Alep (10-1918)

Front d'Europe de l’Ouest
Front italien
Front d'Europe de l'Est
Front des Balkans
Front africain
Bataille de l'Atlantique
Le siège de Kut-el-Amara est un épisode de la Première Guerre mondiale qui s'est déroulé du 7 décembre 1915 au 29 avril 1916 : la ville de Kut-el-Amara, au sud de Bagdad, occupée par les Britanniques pendant la campagne de Mésopotamie, est assiégée par les Ottomans. Après l'échec de plusieurs armées de secours, la garnison britannique doit se rendre au bout de quatre mois et demi de siège.

## Contexte
Le général britannique Sir Charles Townshend, récemment revenu d'une permission en Inde pour raison de santé, reçoit l'ordre d'avancer sur Kut-el-Amara, une importante base turque située sur le Tigre, à 500 km au nord de la principale base britannique de Bassorah. Townshend estime que sa force de quelque 11 000 hommes est inadaptée.
Son offensive, qui débute le 12 septembre 1915, est sérieusement entravée par la chaleur intense, le manque de transport fluvial et la nécessité de détacher l'une de ses deux divisions afin de protéger ses fragiles lignes de communication.
Malgré tout, il arrive à l'extérieur de Kut-el-Amara le 16 septembre. Le général ottoman Noureddine Pacha, chef du Commandement régional d'Irak (en), commande 10 000 soldats protégés par des tranchées, équipés de 40 pièces d'artillerie.
Les 27 et 28 septembre 1915, le général britannique Sir Charles Townshend lance ses forces contre les Turcs qui défendent Kut-el-Amara. L'attaque réussit et les Turcs perdent 5 300 combattants (dont 1 300 prisonniers). Cependant, Noureddine Pacha entame un repli ordonné vers une position au sud de Bagdad qui conduit à la bataille de Ctésiphon. Les pertes britanniques s'élèvent à 1 230 hommes et les forces britanniques de la  6e division Poona, se replient sur la ville de Kut le 3 décembre 1915 , poursuivis par les Turcs.  Il considère que le contrôle de Kut-el-Amara empêche les forces turques d'avancer plus au sud en Irak et facilite l'arrivée de renforts. Sa division ne compte plus que 11 000 hommes et il attend des renforts britanniques venant de Bassorah. Les forces ottomanes de Noureddine Pacha les y rejoignent le 7 décembre 1915, date du début du siège qui dure jusqu'au 29 avril 1916.

## Mise en place du siège

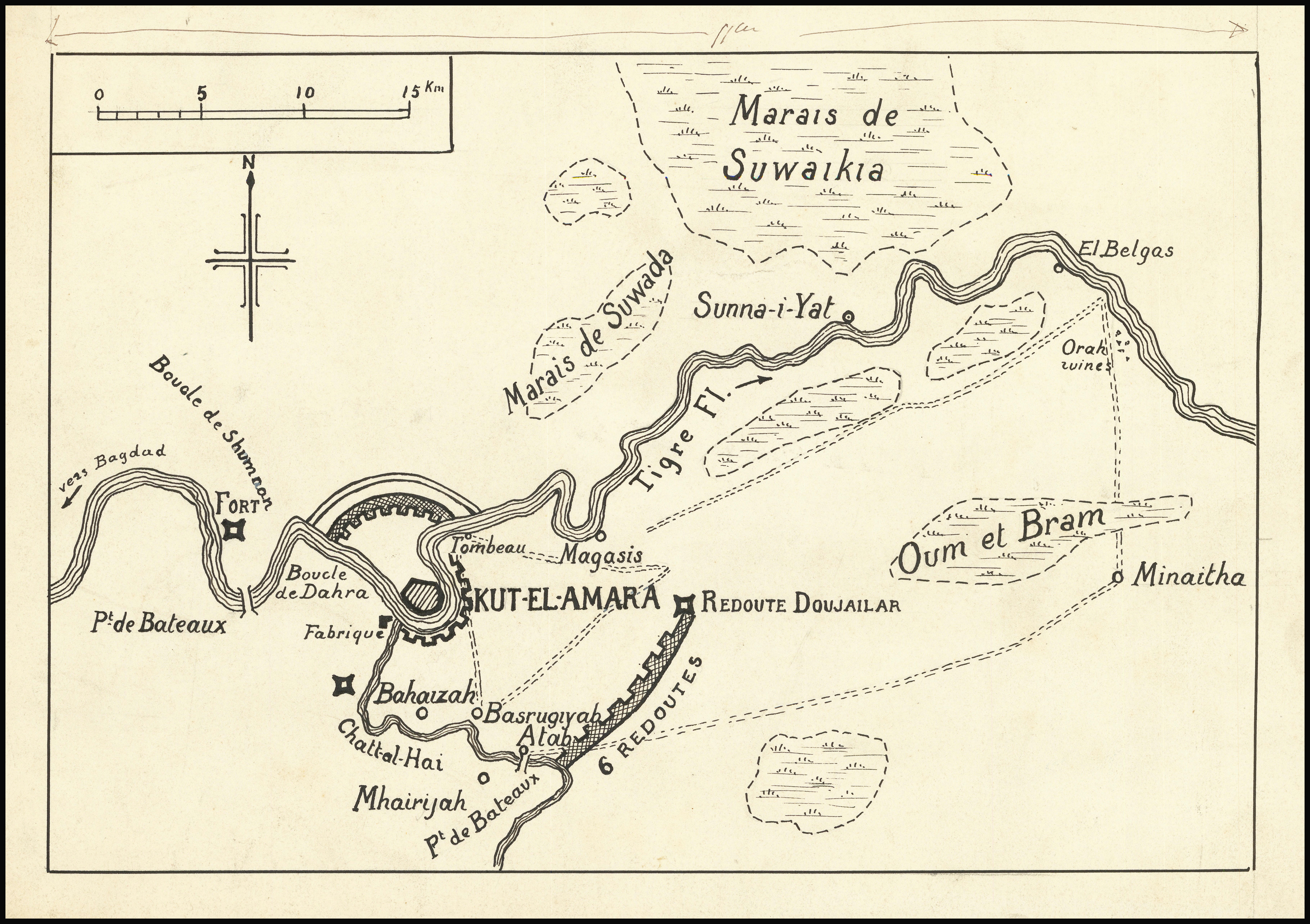
La ville fortifiée.

La ville est entourée par le Tigre des trois côtés et son débit empêche le passage. La zone où sont retranchées les troupes de Townshend fait environ 2,5 km de long et 3 km de profondeur. Le dernier côté est grillagé avant l'arrivée des forces turques, les travaux se faisant sous le couvert de la nuit.
Les défenseurs se composent de 2 850 Britanniques dont 300 officiers, 8 250 soldats indiens et 3 500 supplétifs indiens (cuisiniers, conducteurs, serviteurs...). La ville compte cinq à six mille habitants, et 1 500 prisonniers turcs capturés à la bataille de Ctésiphon sont retenus prisonniers.
Les unités indiennes manquent d'officiers, particulièrement ceux ayant les compétences linguistiques requises, et les officiers britanniques sont inexpérimentés. Les soldats sunnites rechignent à combattre les soldats du Calife et les chiites à se battre près des lieux saints de Mésopotamie. Les soldats non-musulmans entendent la rumeur de conversions forcées des prisonniers à l'islam. Deux compagnies sont composées de Pachtounes originaires de régions frontalières de l'Empire indien et marqués par le panislamisme.
Une demande de reddition est exigée le 7 décembre une fois que l'encerclement est complet mais est refusée. Des assauts sont menés par l'armée turque jusqu'au 25 décembre sans rencontrer de succès.
Le siège se fait sous la direction du général allemand Colmar von der Goltz, surnommé Goltz Pacha, ancien chef de la mission militaire allemande, nommé Mushir (maréchal) et chef de la 6e armée ottomane. Celui-ci, historien de formation, prend exemple sur le siège d'Alésia et fait  bâtir des fortifications pour se prémunir tant de l'intérieur que de l'extérieur. Devant cet enfermement, le général britannique Townshend envoie sa cavalerie vers le sud.
L'arrivée de Goltz se fait malgré les réticences de Noureddine Pacha pour qui un commandant non-musulman laisserait une mauvaise impression à la population locale. De plus, Noureddine souhaite lancer des assauts là où Goltz préfère attendre des renforts.

## Attente de l'armée de secours
Le 16 janvier, le général Sir Charles Townshend, commandant de la garnison assiégée de Kut-el-Amara, informe le commandant de la colonne de relève avançant sur la ville, le général Fenton Aylmer, qu'il ne lui reste des vivres que pour deux ou trois semaines.
Les tirs turcs causent quotidiennement dix à vingt morts parmi les soldats de Townshend.
Fenton John Aylmer arrive en Irak le 7 décembre 1915 avec pour ordre de dégager Townshend en deux mois. La colonne britannique de Fenton Aylmer subit des pertes importantes à la Bataille de Sheikh Sa'ad (en) et à la bataille de Wadi (en). Il doit suspendre l'offensive en raison de ses pertes et de la pluie qui rend le terrain marécageux. Townshend est invité à faire une sortie pour diminuer la force de l'armée turque, mais il estime que ses pertes seraient trop importantes et refuse de combattre. Plus le temps passe et plus les pénuries alimentaires nuisent aux capacités de ses hommes. De plus, avec la pluie les tranchées se délabrent et la baisse des températures nocturnes provoque des maladies chez les soldats.
Les Ottomans envoient des tracts écrits dans différentes langues indiennes, invitant les soldats à se mutiner contre leurs officiers britanniques, sans succès.

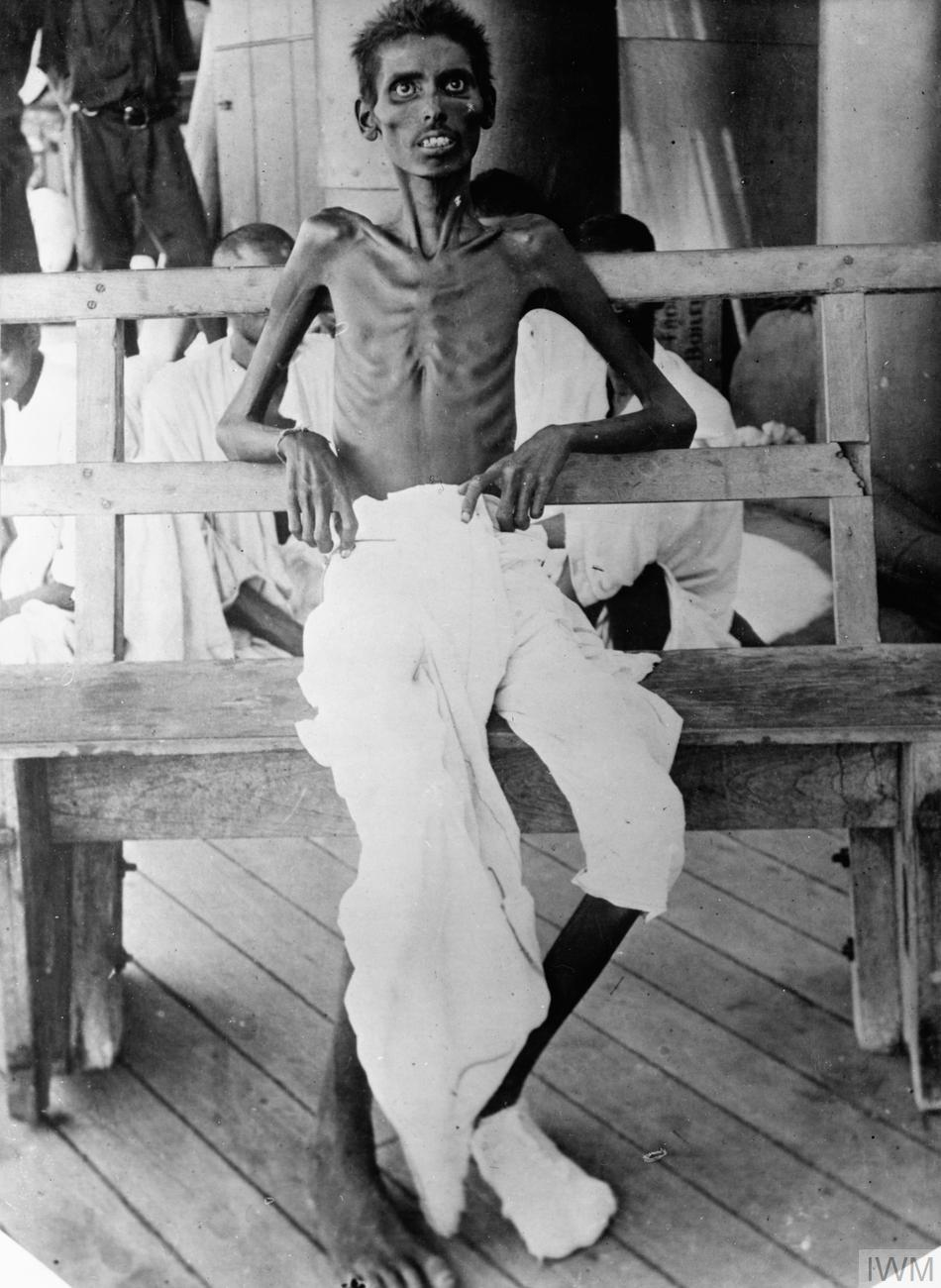
Un prisonnier de guerre indien de la 6e division indienne.

Il était considéré comme normal que les soldats indiens reçoivent moins de nourriture que les soldats britanniques. Là où un Britannique mangeait du pain, de la viande et des pommes de terre ou des légumes verts, un Indien mangeait de la farine atta ou de la farine de pois chiche consommée sous forme de chapati, ainsi que du lait des lentilles et des légumes. Les pénuries s'accentuent lors du siège. Alors que les troupes manquent principalement de grain, de nombreux animaux sont présents dans la ville. Les Britanniques mangent de la viande de cheval ou de mulet mais les Indiens refusent cette nourriture. Townshend obtient des autorités religieuses musulmanes hindoues et sikhs l'autorisation de consommer de la viande de cheval, mais cela a peu d'impact. Il semble que le refus de consommer une telle viande soit plus causé par la différence par rapport à leur régime alimentaire habituel que par des raisons religieuses. À partir de février, les conditions sanitaires des soldats indiens sont particulièrement mauvaises. Des cas de scorbut sont notés, les soldats sont plus sensibles
à la pneumonie, la jaunisse et la dysenterie. Ils ont plus de mal à récupérer de leurs blessures.
Aylmer subit une défaite à la bataille de Hanna (en). Le 10 mars, les défenseurs refusent une nouvelle demande de reddition.
Il semble que Townshend avait volontairement sous-estimé ses réserves de vivres auprès de ses supérieurs pour hâter l'envoi des secours.  Les Britanniques envoient plus de troupes les semaines suivantes et prévoient de relancer une opération de relève, qui débute le 7 mars.
Le 13 mars 1916,  après avoir mal conduit ses troupes lors de la bataille de Dujaila (en) le 8, le général Fenton Aylmer est remplacé à la tête du 3e corps d'armée (surnommé « Corps du Tigre ») par le général George Gorringe (en), qui a pour mission de briser le siège turc de Kut-el-Amara. Mais l'avancée britannique est reportée et ne reprend que le 5 avril. Le 9 avril, Gorridge subit une défaite.
Le 15 avril 1916, les avions britanniques commencent à larguer des vivres sur la garnison assiégée de Kut-el-Amara. Cela ne permet de prolonger que de quatre jours l'approvisionnement. Le commandant de la garnison, le général Sir Charles Townshend, prévient que ses vivres seront épuisés le 19. Le 22 avril, la dernière tentative des forces de secours sont repoussées.
Le 23 avril, ses vivres étant pratiquement épuisés et l'avancée de la force de relève étant bloquée, le commandant de la garnison britannique demande la permission d'entamer des pourparlers de reddition avec les Turcs. De son côté, le négociateur T. E. Lawrence (Lawrence d'Arabie) offre 2 millions de Livres et la promesse de ne pas continuer les efforts contre la Turquie contre la levée du siège.

## Reddition et conséquences

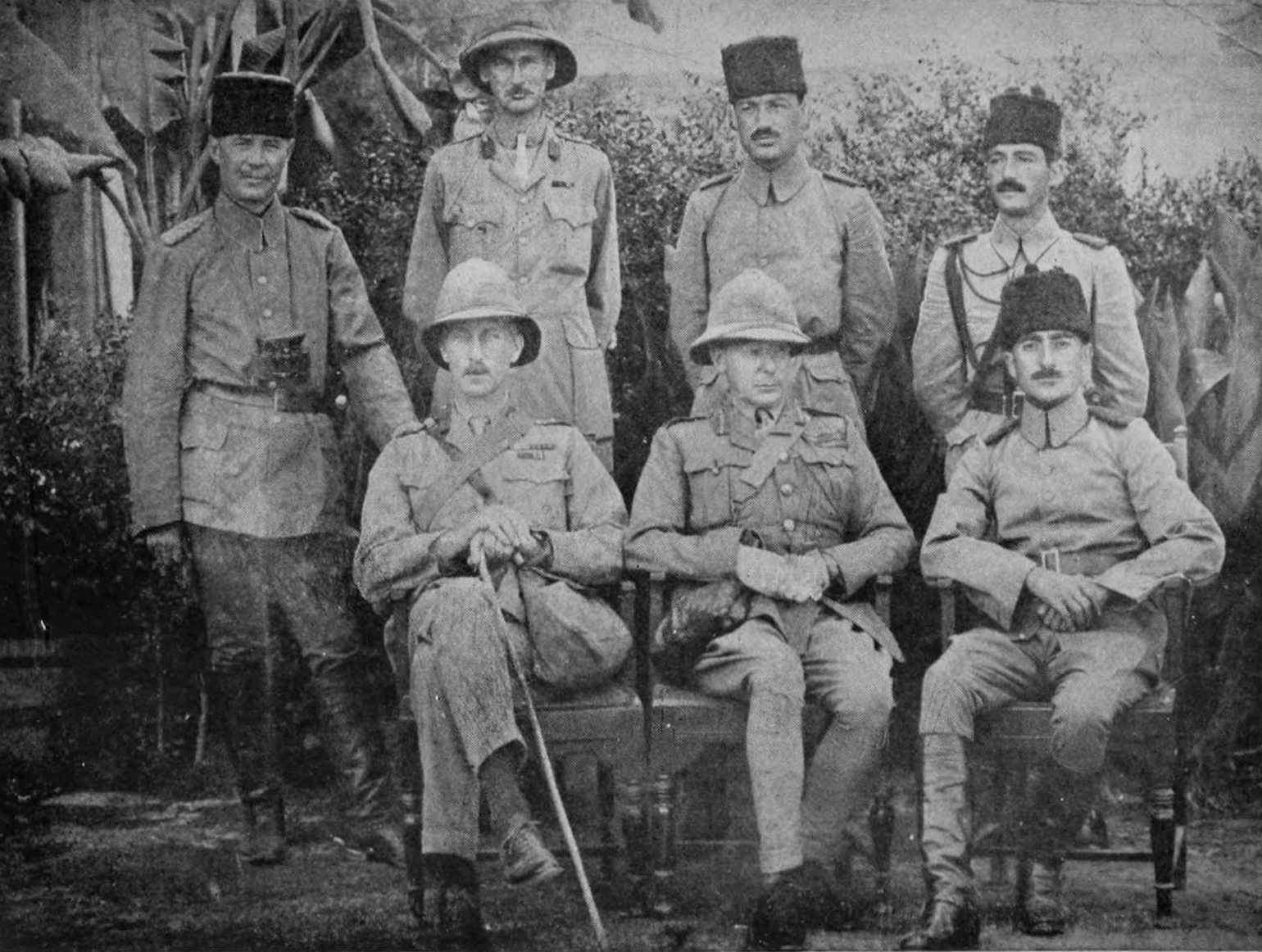
Townshend après sa reddition.

Le 29 avril, après 147 jours de siège, les Britanniques de Kut-el-Amara se rendent. Quelque 13 000 soldats sont faits prisonniers. Environ 2 500 malades ou blessés sont relâchés par les Turcs, mais le reste part vers les camps. Environ 4 800 d'entre eux mourront de maladie, d'épidémie ou par manque de soins et de nourriture. 
Ainsi, les prisonniers eurent jusqu'à 70 % de pertes tant leurs conditions de détention furent difficiles, certains Indiens furent enrôlés de force dans les forces du corps des volontaires indiens qui regroupait des ex-prisonniers de tous les fronts occidentaux et qui combattirent pour les forces ottomanes sous le commandement de Amba Prasad Sufi (en).
Par comparaison, le traitement offert à Charles Townshend lui sera reproché : il fut logé de manière très confortable dans un petit palais, sur l'île d'Halki, dans la mer de Marmara et les troupes à Alep.
Noureddine Pacha, Ali İhsan Sâbis et Halil Kut sont promus généraux à la suite de cette bataille.

## Reprise de la ville ultérieurement
Les forces britanniques ne relanceront une offensive qu'après avoir été reformées et les lignes de ravitaillement rétablies. Bagdad tombera en 1917.
Les 22 et 23 février 1917, le général sir Frederick Maude, commandant en chef des forces britanniques qui avancent sur Bagdad, lance une grande attaque sur les Turcs à Kut-el-Amara. Il lance une fausse offensive sur la droite des forces turques afin de couvrir ses troupes qui traversent le Tigre, puis il dirige de grandes attaques sur les deux flancs turcs. Après sa défaite dans l'offensive (qui prendra le nom de deuxième bataille de Kut-el-Amara), le commandant turc, Kara Bekr Bey, ordonne à ses troupes de se replier sur Bagdad. Les Turcs abandonnent Kut-el-Amara le 25 février 1917.

### Documentaires télévisés
- Milieu du 1er épisode : Les erreurs des généraux, de la série : Les grandes erreurs militaires, sur Planète+.